# گورستان کوجنق
گورستان کوجنق مربوط به دوره اشکانیان است و در شهرستان مشگین‌شهر، بخش مرکزی، دهستان دشت، روستای کوجنق واقع شده و این اثر در تاریخ ۷ خرداد ۱۳۸۷ با شمارهٔ ثبت ۲۲۹۳۱ به‌عنوان یکی از آثار ملی ایران به ثبت رسیده است.